# Voo Asiana Airlines 162

Trajeto do avião após pousar em Hiroshima

O Voo Asiana Airlines 162 foi um voo regular de passageiros internacionais de curta distância do Aeroporto Internacional de Incheon, perto de Seul, Coreia do Sul, para o Aeroporto de Hiroshima, Hiroshima, Japão. Em 14 de abril de 2015, um Airbus A320 operando a rota pousou perto da pista, atingindo um sinalizador do sistema de pouso por instrumento, derrapou na pista em sua cauda e girou 120 graus antes de finalmente parar na grama, em frente ao edifício do terminal. A aeronave sofreu danos substanciais na asa esquerda e no motor. Das 82 pessoas a bordo, 27 (25 passageiros e dois tripulantes) ficaram feridos, um gravemente.

## Aeronave e tripulação
A aeronave envolvida, um Airbus A320-232, prefixo HL7762, foi entregue à Asiana Airlines em 2007, com sete anos de idade na época do acidente. A aeronave foi retirada de serviço como resultado do acidente, tornando-a a 32ª perda do casco de um Airbus A320.
O capitão era um homem de 47 anos anônimo que tinha 8.242 horas de voo, incluindo 1.318 horas no Airbus A320. O primeiro oficial era um homem de 35 anos anônimo que tinha 1.588 horas de voo, sendo 1.298 no Airbus A320.

## Acidente
O Departamento de Aviação Civil Regional de Osaka, do ministério dos transportes japonês, afirmou que a tripulação tentou pousar a aeronave na escuridão e com mau tempo, sem acesso a um sistema de pouso por instrumentos. Neste aeroporto, as aeronaves normalmente se aproximam do oeste porque o sistema de pouso por instrumentos está instalado apenas na extremidade leste da pista. Nesta ocasião, o piloto foi instruído por um controlador de tráfego aéreo ao se aproximar pelo leste devido à direção do vento. Os oficiais da agência afirmaram que o piloto tentou pousar em mau tempo com baixa visibilidade, usando recursos como a iluminação perto da linha central da pista que indica os ângulos de planagem (normalmente usados em boas condições de tempo).

## Investigação

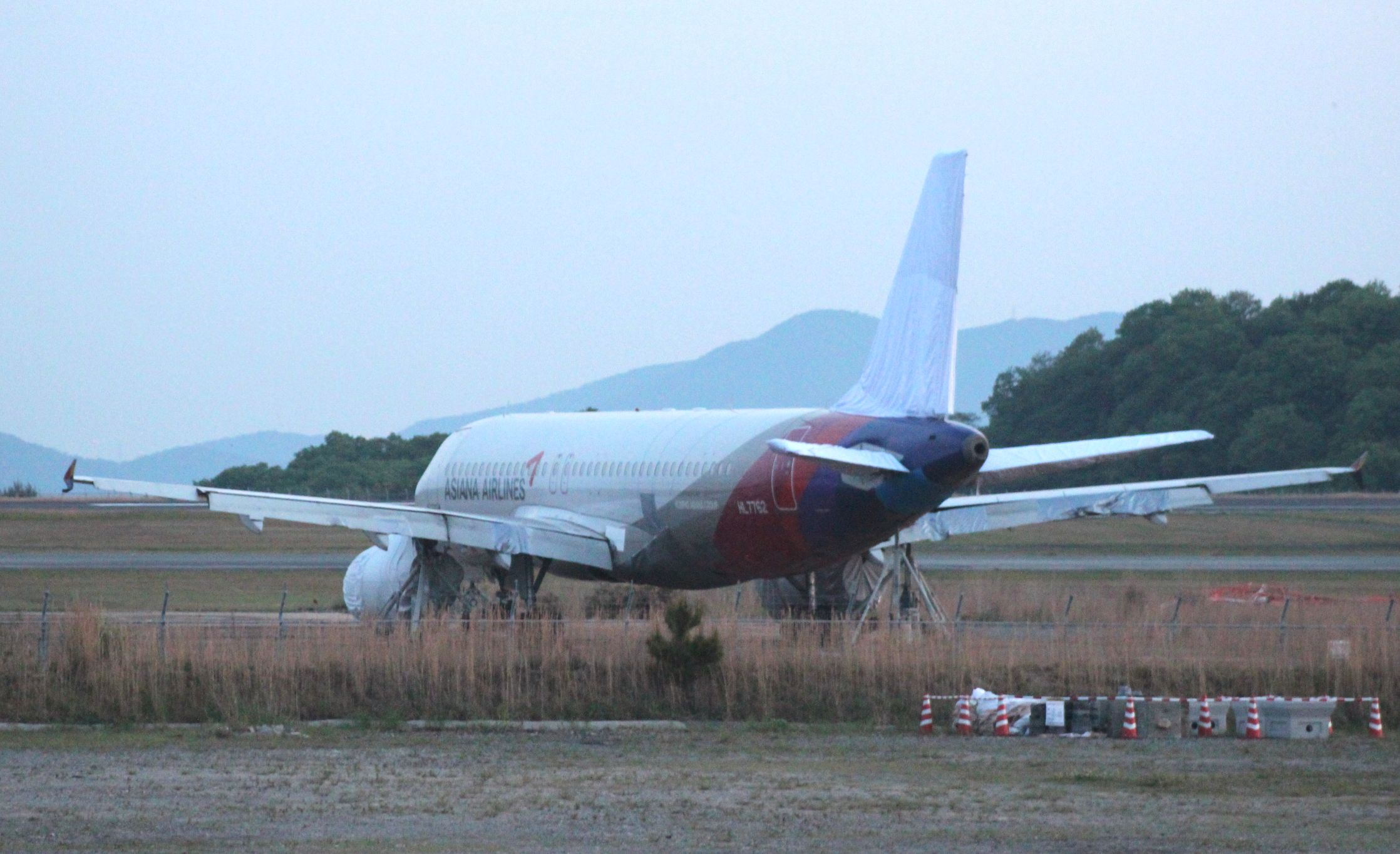
O HL7762 em armazenagem aberta no Aeroporto de Hiroshima após o acidente

O Conselho de Segurança dos Transportes do Japão (JTSB) abriu uma investigação sobre o acidente. A polícia da Prefeitura de Hiroshima também lançou uma investigação em 15 de abril. Investigadores sul-coreanos e funcionários de companhias aéreas viajaram ao Japão para se juntar à investigação em 15 de abril.
Em 16 de abril, os investigadores começaram a interrogar o capitão e o primeiro oficial. Um investigador do JTSB afirmou que um movimento vertical do ar durante a aproximação pode ter contribuído para a altitude inadequada no limiar da pista. As condições meteorológicas para a época não indicou qualquer tempo incomum ou cisalhamento do vento. O tempo estava nublado com quase nenhum vento.
O gravador de dados de voo recuperados mostram que, após a desconexão do piloto automático, a aeronave iniciou uma descida lenta e controlada abaixo do caminho de aproximação da inclinação normal de planeio cerca de 4 km antes do impacto. Ele atingiu o localizador 325 metros antes da cabeceira da pista em uma atitude de nariz alto a 148 metros antes da pista, com a engrenagem principal fazendo contato com o solo 12 metros adiante. Após sair da pista, a aeronave virou até parar de frente para a direção de aterrissagem.